# Paus Johannes XXIII
Paus Johannes XXIII, geboren als Angelo Giuseppe Roncalli (Sotto il Monte Giovanni XXIII bij Bergamo, Italië, 25 november 1881 – Vaticaanstad, 3 juni 1963), stond als paus aan het hoofd van de Rooms-Katholieke Kerk van 1958 tot 1963. Hij werd op 3 september 2000 door paus Johannes Paulus II zalig en op 27 april 2014 door paus Franciscus heilig verklaard. Zijn feestdag is op 11 oktober, de dag van de opening van het door hem bijeengeroepen Tweede Vaticaans Concilie.

## Afkomst, roeping en kerkelijke carrière

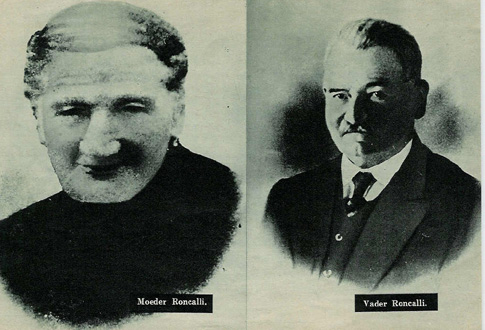
Ouders van de paus

Angelo Giuseppe Roncalli was het vierde kind van de dertien kinderen van Giovanni Battista Roncalli (1854-1935) en Marianna Giulia Mazzolla (1854-1939). Heel zijn leven heeft hij veel van zijn moeder gehouden, hoewel hun relatie niet zonder fricties was. Zijn vader was landarbeider. Als vaderfiguur werd hij overschaduwd door zijn ongehuwde belezen oudoom Zaverio Roncalli, "Barba", die vooral op de religieuze ontwikkeling van zijn achterneef veel invloed had, en later door pastoor Rebuzzini. Op 13 februari 1889 werd hij gevormd en twee weken later deed hij zijn Eerste Heilige Communie. Meteen schreef hij zich (en de andere kinderen) in voor het Apostolaat des Gebeds. De dorpspastoor van Sotto il Monte onderkende de bijzondere intelligentie van Angelo en liet hem – tegen de zin van diens vader, die zijn zoon liever zag bijdragen aan het gezinsinkomen – in zijn vrije tijd Latijn leren. Met financiële hulp van een oom ging hij vervolgens naar het kleinseminarie van Bergamo (1892-1895). Daarna naar het grootseminarie aldaar (1895-1900). Als priesterstudent kreeg hij in 1901 een beurs voor verdere studie in Rome, aan het Romeins seminarie het Apollinare. Roncalli specialiseerde zich in de kerkgeschiedenis. Op 30 november van dat jaar begon hij zijn jaar militaire dienstplicht in de Umberto I-kazerne in Bergamo. Hij schrok van het gedrag en de taal van zijn medesoldaten, maar bracht het desondanks tot sergeant. Hij werd in 1903 tot diaken gewijd en in 1904 promoveerde hij in de theologie.

### Priester
Op 10 augustus 1904 werd hij tot priester gewijd. Hij werd secretaris van Giacomo Radini-Tedeschi, de net benoemde nieuwe bisschop van Bergamo, en doceerde kerkgeschiedenis aan het seminarie aldaar. Met Radini maakte hij verschillende buitenlandse reizen, waaronder naar Palestina. Samen met Radini zette Roncalli zich in voor de verbetering van de positie van textielarbeiders in Ranica. De textielarbeiders aldaar werden zwaar onderbetaald, en waren – nadat ze al maandenlang geen loon meer gekregen hadden – in september 1909 in staking gegaan. Veel stakers werden door de politie opgepakt, maar de staking hield stand. Radini-Tedeschi en zijn secretaris, Roncalli, waren solidair met de stakers, zowel in geschrift als in daad. Zo schonk Radini zijn bisschopsring ter verkoop aan de stakingsleiding, toen de stakingskas leeg geraakt was. Roncalli bezocht gevangengenomen stakers. Toen hij op het politiebureau van Ranica een vrouw ontmoette die daar samen met haar baby gevangen was gezet, gaf deze vrouw hem de baby, die de onthutste Roncalli vervolgens meenam naar het bisschoppelijk paleis.
In Bergamo schreef hij een aantal werken over enkele Italiaanse figuren uit de Katholieke Reformatie: kardinaal Cesare Baronio en aartsbisschop Carolus Borromeus. In 1911 werd hij lid van de door Mgr. Radini-Tedeschi gestichte priestercongregatie van het Heilig Hart van Jezus. Reizen ondernam hij naar Zwitserland, Oostenrijk, Polen en Hongarije.
Op 20 augustus 1914 overleed paus Pius X, en twee dagen later diens bisschop Mgr. Radini-Tedeschi. Dit betekende een groot verlies voor hem. Bovendien raakte Roncalli zijn positie als secretaris vervolgens kwijt.
Paus Pius X en zijn Curie hadden het modernisme heel fel bestreden, zelfs zo dat ook mensen die het niet aanhingen in een kwaad daglicht waren geplaatst, door Rome berispt of zich niet meer vertrouwd wisten of - als het clerici betrof - uit Rome waren "verbannen". Roncalli en zijn geliefde bisschop Mgr. Radini hadden de kou van deze ketterjacht aan den lijve ondervonden. Zo ook de aartsbisschop van Milaan, Andrea Carlo Ferrari, jarenlang zijn raadsman en vriend.
De Eerste Wereldoorlog brak uit: hij zette zich eerst in als hospitaalsoldaat, later als aalmoezenier. Als zodanig was hij zeer betrokken bij zijn manschappen voor wie hij speciale missen organiseerde, met wie hij persoonlijk sprak en die hij de biecht afnam of het Heilig Oliesel toediende.
Zijn gevoel voor de soldaten was heel anders dan tijdens zijn eerste dienstplicht.
Op voordracht van de Nederlandse kardinaal Willem Marinus van Rossum benoemde paus Benedictus XV hem in 1921 tot landelijk directeur voor Italië bij de Congregatie van de Propaganda Fide. Als lid van de Centrale Raad voor de Pauselijke Missiewerken bracht hij in die tijd onder andere een bezoek aan Nederland. Nu maakte hij deel uit van de Romeinse Curie.

### Bisschop
Angelo Roncalli werd op 3 maart 1925 door paus Pius XI benoemd tot apostolisch visitator voor Bulgarije. Zestien dagen later volgde zijn bisschopswijding door Giovanni kardinaal Tacci Porcelli en werd hij titulair aartsbisschop van Areópoli. Diplomatiek en liefdevol opererend probeerde hij de betrekkingen met de Bulgaarse Orthodoxe Kerk te verbeteren.
Door zijn studie op het gebied van de kerkgeschiedenis, met name naar de Milanese aartsbisschop en heilige Carolus Borromeus (1538–1584), was Roncalli in contact gekomen met deze Achille Ratti, die hem later verschillende diplomatieke missies in Europa en Klein-Azië zou toevertrouwen. Hij resideerde dus achtereenvolgens in Sofia (1925-1934), Istanboel (1934-1937) en Athene (1937-1944). Gedurende de Tweede Wereldoorlog zette hij zich in voor de redding van Joden in Griekenland. Pius XII benoemde hem op 23 december 1944 tot nuntius in Parijs. Hij moest onder andere met het Franse staatshoofd De Gaulle, volgens wie zijn voorganger als nuntius Valerio Valeri (en nog andere, Franse, bisschoppen) zich te veel hadden ingelaten met het Vichy-regime, delicaat onderhandelen wie van hen van hun post zouden worden ontheven.
Met zijn vriend en medewerker Bruno Bernard Heim hervormde Roncalli al sinds de jaren 1940 de kerkelijke heraldiek. Met Heim zou hij ook later zijn wapen als paus ontwerpen.

### Kardinaal en patriarch van Venetië
Op 24 november 1952 ontving Roncalli een brief van het Staatssecretariaat waarin stond dat paus Pius overwoog hem te benoemen tot opvolger van de ernstig zieke patriarch van Venetië, Carlo Agostini. Deze overleed inderdaad kort na kerstmis. Op 9 januari 1953 volgde Roncalli's benoeming in Venetië en drie dagen later werd hij kardinaal-priester gecreëerd. De Santa Prisca werd zijn titelkerk.

## Paus

Het pauselijk wapen van Johannes XXIII werd door zijn vriend Mgr. Heim getekend en op eigen verzoek van een "vriendelijk glimlachende" Venetiaanse Leeuw van Sint Marcus voorzien. De onderste helft van het wapen toont het gemeentewapen van Sotto il Monte Giovanni XXIII, de geboorteplaats van de paus

Toen hij op 28 oktober 1958 na een conclaaf van vier dagen op 77-jarige leeftijd tot paus gekozen werd, beschouwde men hem vanwege zijn vrij hoge leeftijd als "tussenpaus". Overigens moet hierbij worden bedacht dat de kardinalen die in conclaaf bijeengekomen waren allemaal relatief oud waren. Van de 53 aanwezigen kardinalen waren er 24 ouder dan Roncalli. Paus Pius XII had tijdens zijn nochtans lange pontificaat slechts twee consistories gehouden, en ten gevolge daarvan was het College van Kardinalen klein en waren de leden ervan bijna allemaal behoorlijk op leeftijd. Op 4 november volgde zijn pauskroning. We weten wat de reden is van de naamkeuze van deze paus, omdat hij zich hierover zelf, meteen na de verkiezing, heeft uitgelaten:
Ik zal Johannes heten. Deze naam is me dierbaar, omdat het de naam is van mijn vader. Hij is dierbaar ook omdat het de naam is van de nederige parochie waar ik werd gedoopt. Het is de plechtige naam van ontelbare kathedralen, verspreid over de gehele wereld, en in de eerste plaats van de gezegende en heilige basiliek van Sint-Jan van Lateranen, onze kathedraal. Het is de naam die in de lange lijst van pausen het meest gebruikt is. Inderdaad, er zijn tweeëntwintig - zonder enige twijfel - legitieme pausen geweest, die Johannes genaamd waren. Bijna allemaal hadden ze een kort pontificaat. Ik heb ervoor gekozen om de nederigheid van mijn eigen naam te schutten achter deze schitterende opeenvolging van Pontifices. Was het niet Marcus, de Evangelist, de glorie en beschermer van mijn geliefde Venetië, die door Petrus, de prins van de apostelen en de eerste bisschop van Rome, geliefd werd als zijn eigen zoon en door hem Johannes werd genoemd? Ik hou van de naam Johannes, dierbaar voor mij als de gehele Kerk, omdat hij gedragen werd door twee mannen die Christus het meest nabij waren: Johannes de Doper en Johannes de Evangelist.
Johannes XXIII deed verscheidene verrassende dingen. Zo liet hij op 27 maart 1959 een decreet uitgaan waarin een deel van de Goede Vrijdagliturgie werd veranderd. Eeuwenlang was er gebeden "pro perfidaeis judaeis", dat "voor de ongelovige joden" betekent, maar een bijbetekenis van trouweloos had gekregen. Vanaf nu werd er gewoon "voor de joden" gebeden.
Tot algemene verrassing riep hij op 25 januari 1959 het Tweede Vaticaans Concilie bijeen, dat tot vele veranderingen in de Katholieke Kerk zou leiden. Johannes XXIII riep het concilie uit vanuit het verlangen tot "aggiornamento", wat 'bij de tijd brengen' betekent.
Tevens riep hij in 1960 voor het eerst in de geschiedenis van Rome een diocesane synode bijeen. Deze diocesane synode leidde echter, tot teleurstelling van vele (neo-)modernisten en veranderingsgezinden, tot een bekrachtiging van de oude pastorale aanpak. Johannes XXIII reageerde door de schemata van deze synode later te verwerpen en aan veranderingsgezinden de mogelijkheid te bieden nieuwe schemata aan te dragen.
Hij vergrootte het kardinalencollege tot 87 kardinalen, waaronder kardinaal Montini, die later paus Paulus VI werd en, als enige Afrikaan, de Tanzaniaanse bisschop Rugambwa. Johannes stelde bovendien een commissie in tot herziening van de Codex Iuris Canonici, het kerkelijke wetboek uit 1917, wat in 1983 onder Johannes-Paulus II tot de publicatie van een nieuwe codex van canoniek recht leidde.

### Encyclieken en geschriften

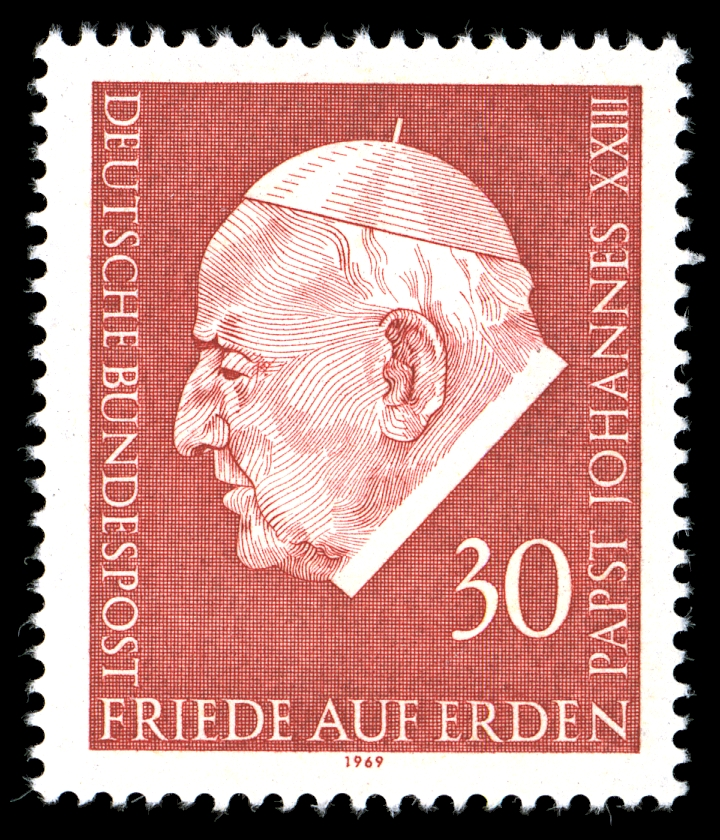
Duitse postzegel uit 1969 ter herinnering aan de encycliek Pacem in Terris

Hij schreef acht encyclieken, waaronder:
- Mater et Magistra - Over de moderne ontwikkeling van het sociale leven en de christelijke beginselen (15 mei 1961)
- Aeterna Dei Sapientia - Over paus en kerkleraar Leo I de Grote ter gelegenheid van diens 1500e sterfdag (11 november 1961)
- Paenitentiam Agere - Over de verdiensten van de boetvaardigheid (1 juli 1962)
- Pacem in Terris - Over vrede op aarde (11 april 1963)

Zijn laatste encycliek, Pacem in terris, verscheen in zijn sterfjaar en werd van grote betekenis voor de ontwikkeling van de internationale katholieke vredesbeweging Pax Christi.
Minder bekend is de apostolische constitutie Veterum Sapientia (ter bevordering van de studie van de Latijnse taal, 22 februari 1962), waarin Johannes XXIII met het oog op toenemende experimenten met de volkstaal in de katholieke liturgie, die toen nog uitsluitend in het Latijn werd gevierd, erop aandrong het Latijn en de gebruiken te behouden. Verder wordt in deze constitutie opgeroepen tot een grondige studie van het Latijn, Grieks en Hebreeuws tijdens de priesteropleidingen in de verscheidene bisdommen.

### Vernieuwing
In 1963 werd onder zijn toeziend oog (televisieverbinding met de aula) door de concilievaders de constitutie over de liturgie Sacrosanctum Concilium opgesteld en goedgekeurd. Met gebruikmaking van inzichten van liturgie-, taal- en geschiedwetenschap moest de liturgie worden ontdaan van allerlei in de eeuwen gegroeide aanslibsels, verdubbelingen en monarchale rituelen. Naast het Latijn (ooit zelf een volkstaal) moest pastoraal gebruik gemaakt worden van de verscheidene levende volkstalen. Er kwam een driejarig lezingenrooster voor de zondagsmis, zodat de gelovigen zoveel mogelijk het Woord Gods konden vernemen. De goed voor te bereiden homilie (over de lezingen) werd opnieuw ingevoerd: de mis(viering) werd één geheel. In veel westerse landen werd een voorschot genomen op deze noodzakelijke vernieuwing. Dit leidde tot allerlei experimenten. Voor de een een goede zaak, voor de ander een aanslag op het heilige.
Johannes kreeg dankzij zijn menslievende gestes, zijn humor en spontaniteit al snel de bijnaam "de goede paus" en hij wist zich tijdens zijn korte pontificaat - mede dankzij de media (opkomst van de TV) en zijn politiek van "aggiornamento" - uitermate geliefd te maken. Na zijn overlijden werd hij begraven in een door hemzelf aangewezen eenvoudig graf in de crypte onder de Sint-Pieterskerk. Na zijn zaligverklaring rust zijn gebalsemd overschot boven in de basiliek in een groot reliekschrijn.
Op iemands vraag "Hoeveel mensen werken er in het Vaticaan?" antwoordde hij gevat "De helft".

## Ziekte en dood
Bij paus Johannes werd op 23 september 1962 door middel van röntgenfoto's een ver gevorderd stadium van maagkanker geconstateerd. Anders dan dat later - bij bijvoorbeeld Johannes Paulus II - het geval was, was het in die tijd nog ongebruikelijk dat er uitgebreide mededelingen werden gedaan over de gezondheidstoestand van de paus. Het publiek zou dus nog lange tijd onwetend blijven van Johannes' ziekte, waaraan hij in de laatste negen maanden van zijn leven erg heeft geleden. Hij had vaak verschrikkelijke maagkrampen en maagbloedingen en moest een aantal keren verplichtingen afzeggen. Ook werd opgemerkt dat hij er bij sommige publieke optredens moe en afgemat uitzag. Op 25 mei 1963 kreeg hij een maagbloeding. Hij werd opgenomen in het ziekenhuis en kreeg bloedtransfusies. Pas toen werd een persbericht opgesteld, waarin duidelijk werd gemaakt dat de paus terminaal ziek was. Enkele dagen daarna, op 3 juni, overleed hij.

## Zalig- en heiligverklaring

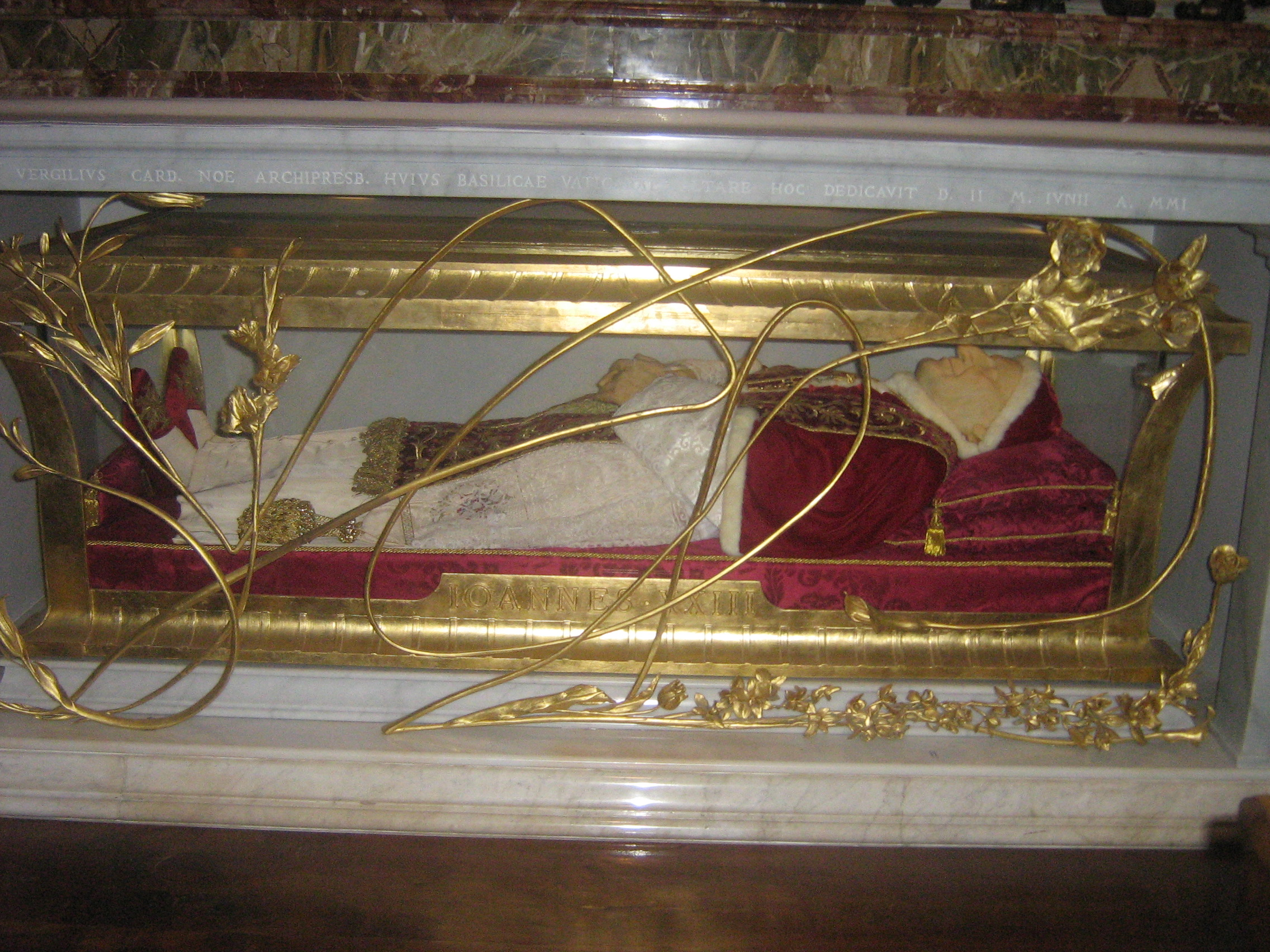
Het reliekschrijn in de Sint-Pietersbasiliek met het opgebaarde lichaam van Johannes XXIII, die een camauro draagt

Paulus VI opende in 1970 het proces tot zaligverklaring van zijn beide voorgangers: Pius XII en Johannes XXIII. Daar Pius XII zeer omstreden was wegens zijn zwijgen over het lot van de Joden tijdens de Tweede Wereldoorlog, verliep het proces niet vlot. Uiteindelijk werden beide zaken ontkoppeld, en op 28 januari 2000 erkende het Vaticaan het wonder dat aan paus Johannes XXIII werd toegeschreven. Het ging hierbij om een Italiaanse zuster die genas van ernstige maagbloedingen nadat zij een afbeelding van de overleden paus op haar buik had gelegd. Op 3 september van dat jaar volgde de officiële zaligverklaring door paus Johannes Paulus II. Tegelijkertijd werden - de door Johannes zeer bewonderde - paus Pius IX en drie anderen zalig verklaard. In zijn homilie benadrukte Johannes Paulus dat Johannes met het uitroepen van het Concilie een seizoen van hoop voor christenen en de gehele mensheid had geopend.
Na de zaligverklaring werd zijn stoffelijk overschot naar de boven de crypte liggende basiliek overgebracht en rechts voorin geplaatst. Dit werd gedaan opdat bedevaarders de mogelijkheid zouden hebben om Johannes te vereren. Tot op de dag van vandaag leggen bedevaarders verse bloemen bij zijn reliekschrijn en vereren zijn gedachtenis.
Johannes XXIII werd op 27 april 2014 heilig verklaard door paus Franciscus, tegelijk met een van zijn opvolgers, Johannes Paulus II, de paus die hem zalig verklaard had. De paus had gedispenseerd voor het benodigde tweede wonder.
In 2017 werd de heilige Johannes XXIII door paus Franciscus aangeduid als patroon van het Italiaanse leger. Op 12 september 2017 overhandigde aartsbisschop Marcianò aan generaal Danilo Errico de bul van het pauselijk decreet. De aanwijzing houdt verband met de rol van mgr. Roncalli als legerbisschop tijdens WOI.

## Trivia
- Als er na het conclaaf een nieuwe paus was verkozen, lag er voor de nieuwe paus een witte toog klaar. Deze witte toog paste de grote Johannes XXIII echter totaal niet, zodat men in allerijl de toog van achteren moest openknippen en met spelden vastzetten. Sindsdien liggen er voor een nieuwe paus drie witte togen klaar: een kleine, een middelmaat en een grote.
- Johannes XXIII vertelde eens aan journalisten dat zijn broer hem in het Vaticaan bezocht had. De paus had weinig tijd om hem te ontvangen. Zijn broer bekeek hem, en zei: "Gij zijt hier een rijke gevangene".
- Er heeft ook een andere Johannes XXIII bestaan. Hij was een tegenpaus tijdens het Concilie van Konstanz van 1414 tot 1418, dat een einde moest maken aan het Westers Schisma. Deze tegenpaus werd echter nooit door de Katholieke Kerk erkend, en daarom kon Roncalli zich later ook zo noemen.

## Werken
- Il cardinale C. Baronio (1908)
- Gli atti della visita apostolica de s. C. Borromeo a Bergamo 1575 (twee delen, 1936-1959)
- Gli inizi del seminario de Bergamo e s. C. Borromeo (1939)
- Il giornale dell' anima e altri scritti di pietà (Storia et Letteratura) (1966)